# Bernard Ribeiro, Baron Ribeiro

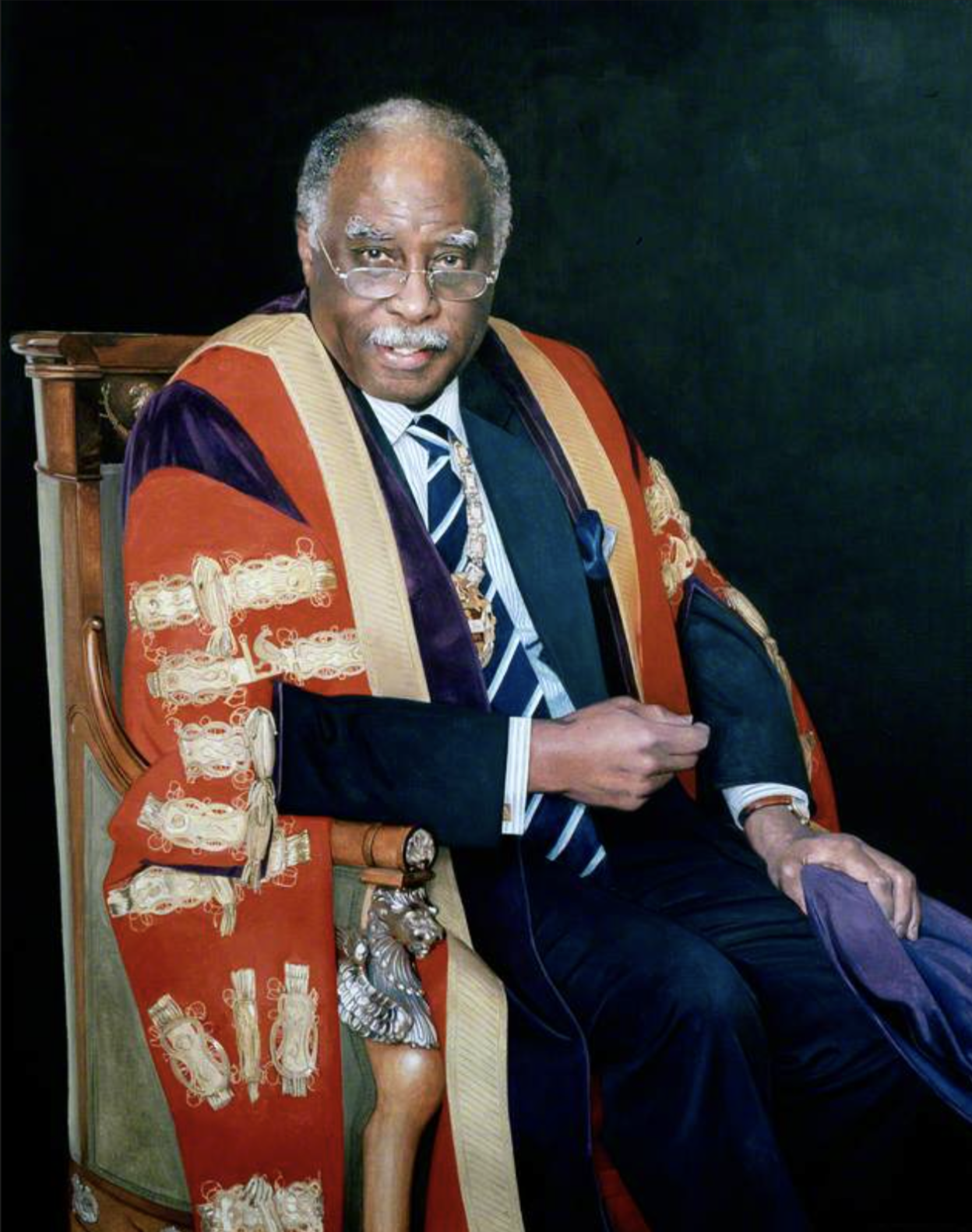
Bernard Ribeiro, Baron Ribeiro, 2008

Bernard Francisco Ribeiro, Baron Ribeiro Kt CBE (* 20. Januar 1944 in Achimota, Ghana) ist ein aus Ghana stammender britischer Arzt und Politiker der Conservative Party, der seit 2010 als Life Peer Mitglied des House of Lords ist.

## Leben
Nach dem Besuch der Dean Close School in Cheltenham absolvierte Ribeiro ein Studium der Medizin an der Medizinischen Schule des Middlesex Hospital, das er 1967 als Doktor der Medizin abschloss. Im Anschluss spezialisierte er sich als Facharzt für Chirurgie und Urologie und arbeitete zwischen 1970 und 1972 zunächst als Registrator für Chirurgie am Orsett Hospital in Essex sowie im Anschluss von 1972 bis 1978 als Registrator und zuletzt als Leitender Registrator für Chirurgie am Middlesex Hospital. Daneben war er zwischen 1974 und 1975 auch als Lecturer für Urologie in Accra tätig.
1979 wurde er Beratender Arzt des National Health Service (NHS) in Basildon und wirkte dort bis 2008. Daneben fungierte Ribeiro von 1982 bis 1992 als Mitglied des Beirates der Justizvollzugsanstalt in Chelmsford und zwischen 1994 und 2003 sowohl als Chirurgischer Berater der Expertengruppe für AIDS sowie des Beratungsgremiums für über Blut übertragene Viren. Des Weiteren war er zwischen 1991 und 1996 Ehren-Sekretär der Vereinigung der Chirurgen von Großbritannien und Irland.
Nachdem er 1998 Mitglied des Rates des Royal College of Surgeons of England (RCS) wurde, war er von 2005 bis 2008 Präsident des RCS. Daneben wirkte Ribeiro, der von 1999 bis 2000 Präsident der Chirurgen von Großbritannien und Irland war, zwischen 2002 und 2005 als Medizinischer Vize-Vorsitzender des Beratungsgremiums für die Qualität von Krankenhäusern sowie von 2006 bis 2007 als Gastprofessor für Chirurgie an der University of North Carolina at Chapel Hill. Des Weiteren ist er seit 2006 Mitglied des Beirates der Dean Close School.
Ribeiro wurde durch ein Letters Patent vom 20. Dezember 2010 als Life Peer mit dem Titel Baron Ribeiro, of Achimota in the Republic of Ghana and of Ovington in the County of Hampshire, in den Adelsstand erhoben. Kurz darauf erfolgte seine Einführung (Introduction) als Mitglied des House of Lords. Im Oberhaus gehört er zur Fraktion der Conservative Party.

## Ehrungen und Auszeichnungen
Ribeiro, dem 2008 von der Anglia Ruskin University ein Ehrendoktor verliehen wurde, ist 1972 Fellow des Royal College of Surgeons (1972), des Royal College of Surgeons of Edinburgh (2001), des Royal College of Physicians (2006), des Royal College of Surgeons in Ireland (2008), des Royal College of Physicians and Surgeons of Glasgow (2008) und des Royal College of Anaesthetists (2008). Im Januar 2021 wurde Lord Riberio zum repräsentativen Vorsteher (Kanzler) der Anglia Ruskin University ernannt.
Weiterhin ist er auswärtiges Ehrenmitglied des College of Physicians and Surgeons of Ghana (2006), der Akademie für Medizin von Malaysia (2006), des Caribbean College of Surgeons (2007), der Académie de Chirurgie de Paris (2008) und des American College of Surgeons (2008).
Ribeiro, der 2004 Commander des Order of the British Empire sowie 2008 Offizier des Order of the Volta von Ghana wurde, wurde 2009 Knight Bachelor und trug seither den Namenszusatz „Sir“.

## Veröffentlichungen
- Concise Surgery (1998)
- Surgery in the United Kingdom (2001)
- Emergency Surgery: Principles and Practice (2006)